# Timoteo Berardi
Timoteo Berardi (Genova, 1540 circa – Noli, 1616) è stato un vescovo cattolico italiano, vescovo di Noli dal 12 ottobre 1587 al 1616.

## Biografia
In gioventù abbracciò l'Ordine dei carmelitani, dove si distinse per il fervoroso studio delle scienze. Insegnò filosofia a Padova e teologia a Roma. Papa Sisto V nel 1587 lo volle vescovo di Noli.
Durante il suo episcopato si preoccupò di rendere il massimo onore possibile alle reliquie di sant'Eugenio, patrono della città. Stabilì quindi che esse fossero traslate dall'antica cattedrale alla nuova, con solenne processione, nell'anno 1602.